# Pandėlys
Pandėlys (ryska: Панделис) är en ort i Litauen. Den ligger i den nordöstra delen av landet, 150 km norr om huvudstaden Vilnius. Pandėlys ligger 104 meter över havet och antalet invånare är 973.
Terrängen runt Pandėlys är mycket platt. Runt Pandėlys är det ganska glesbefolkat, med 23 invånare per kvadratkilometer. Närmaste större samhälle är Obeliai, 8,2 km sydväst om Pandėlys. Trakten runt Pandėlys består till största delen av jordbruksmark.